# Повіт Камі-Іна
Пові́т Ка́мі-І́на (яп. 上伊那郡, かみいなぐん, МФА: [kamʲi ina guɴ]) — повіт в префектурі Наґано, Японія.